# Tumba del guerrero
La tumba del guerrero es un monumento funerario encontrado en la ciudad de Málaga, España, y actualmente expuesto en el Museo de Málaga. Los restos encontrados pertenecerían a un varón probablemente griego, mercenario de los fenicios en Malaka, del siglo VI a. C.

## Descubrimiento
La tumba fue descubierta en el año 2012 en un solar entre las calles Refino y Jinetes de la capital malagueña. Según las pruebas de carbono 14, el varón contaría con 40 años al fallecer y mediría entre 1,70-1,80 metros de altura. Junto a los huesos, se encontraron la punta de hierro de una lanza, un quemaperfumes fenicio, una pátera de plata, un escarabeo de cornalina engarzado en oro con la silueta de la diosa egipcia Sejmet, un par de varillas de plata y, el objeto más destacable, un casco de tipo corintio de bronce, decorado y con un soporte para una posible pluma.
A pesar de que la lanza y el quemaperfumes sí parecen provenir de la península ibérica, lo cierto es que el resto de materiales son de procedencia foránea, destacando el casco corintio originario posiblemente de la Magna Grecia, y que tiene labradas una gran palmeta central, unas serpientes sobre las aberturas de los ojos y cuatro águilas. El escarabeo es igualmente excepcional, apareciendo en él Sejmet, la diosa egipcia de la guerra, así como un cartucho con una inscripción jeroglífica referente al faraón Necao I, de finales del siglo VII a. C. y cuyo hijo, Psamético I, es el primer faraón que comienza a contratar mercenarios griegos, los cuales comienzan a devocionar a la diosa.
Una vez restaurados por el Instituto Andaluz del Patrimonio Histórico, fueron trasladados al Museo de Málaga y expuestos por primera vez tras la inauguración del museo en 2016.